# Álbuns número um na Billboard 200 em 2017

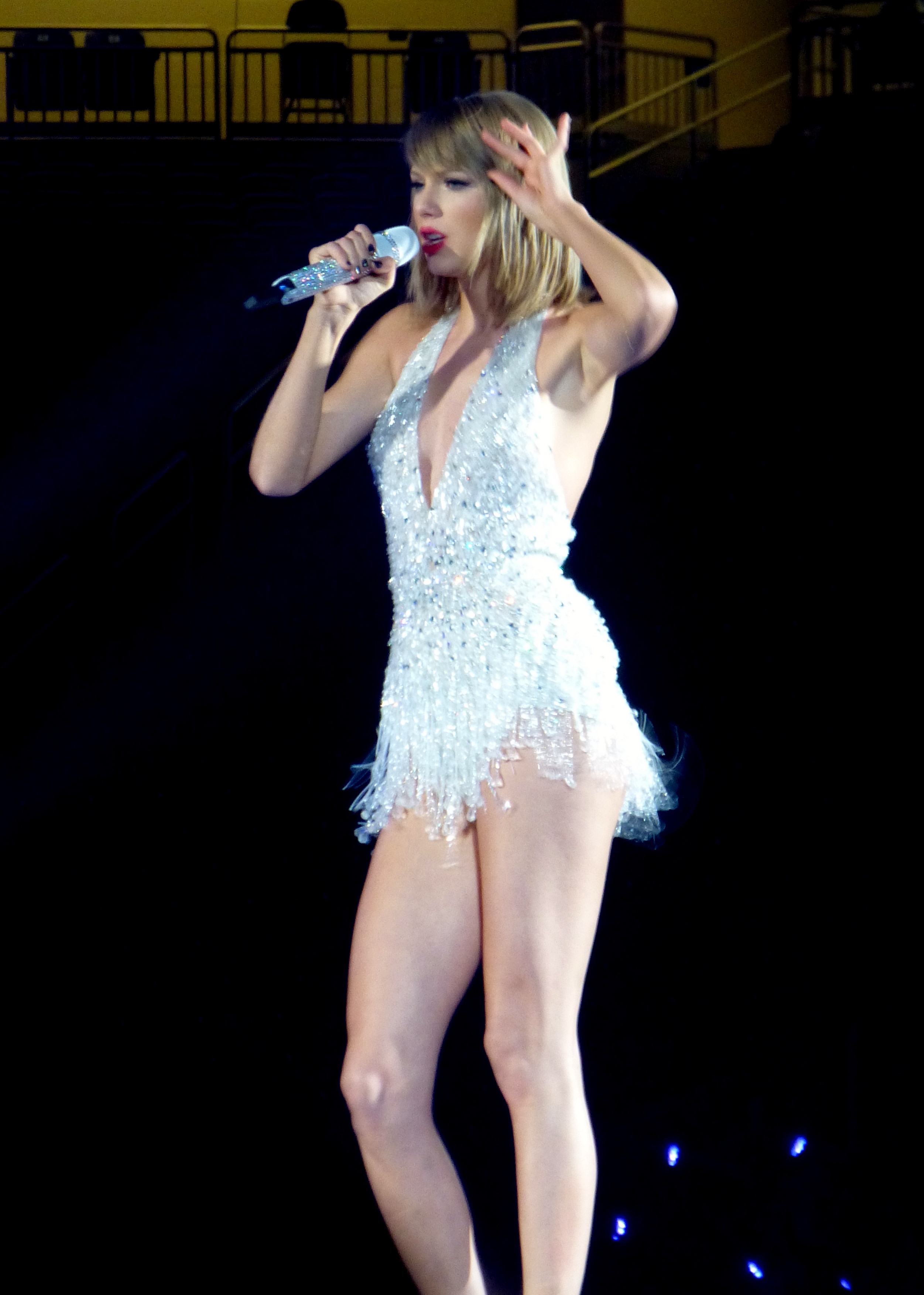
Reputation, sexto álbum de estúdio de Taylor Swift, obteve a melhor semana de vendas do ano, e foi o quarto álbum consecutivo da artista americana a estrear na parada com marcas superiores a 1 milhão.

A lista dos álbuns que alcançaram a primeira posição na Billboard 200 em 2017 foi realizada através de dados recolhidos pela Nielsen Music, que baseou-se nas vendas físicas, digitais e streaming dos discos a cada semana nos Estados Unidos, e publicados pela revista Billboard.

## Histórico

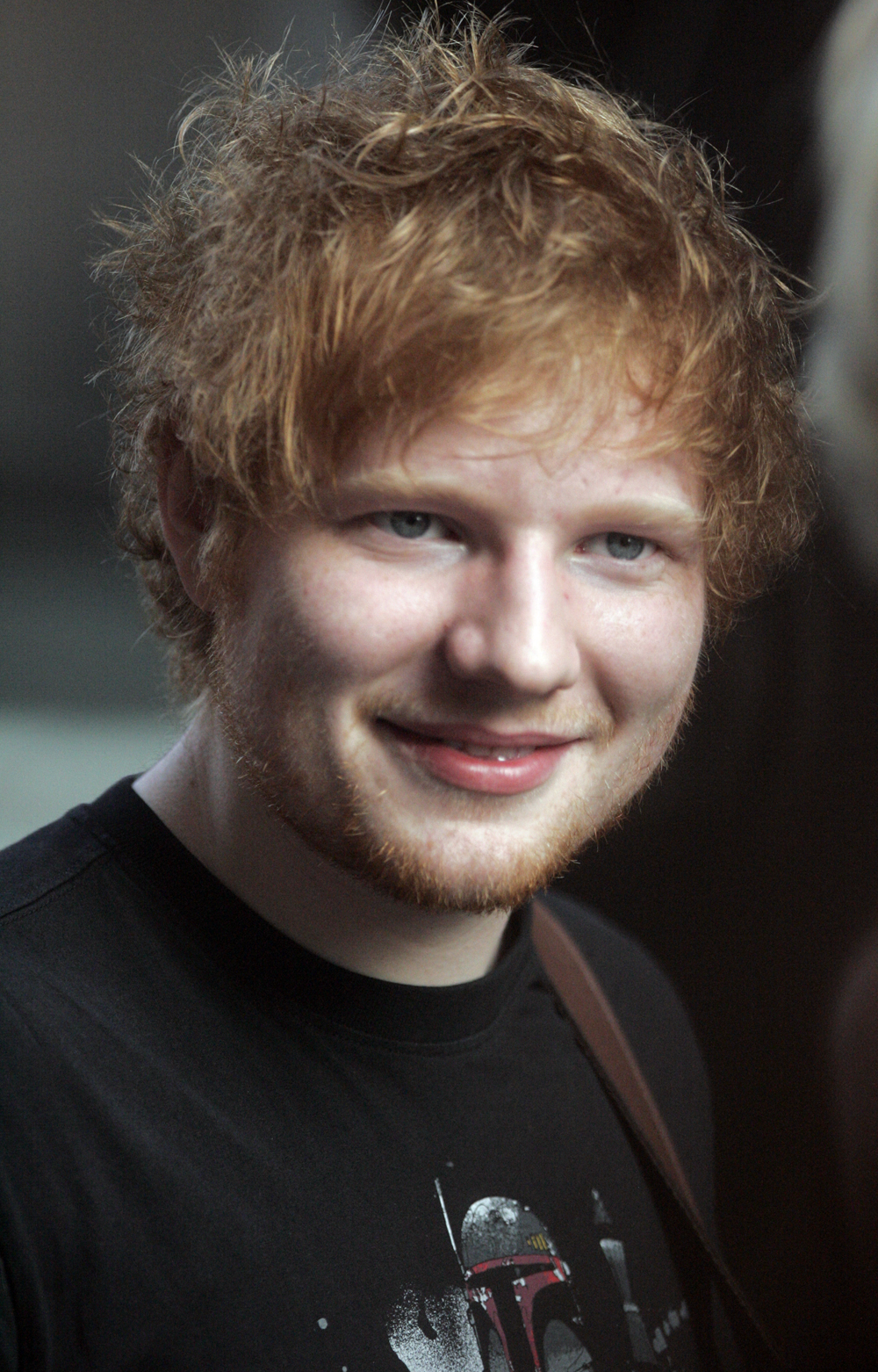
O cantor inglês Ed Sheeran conquistou seu segundo álbum número um com ÷, impulsionado pelo hit Shape of You.

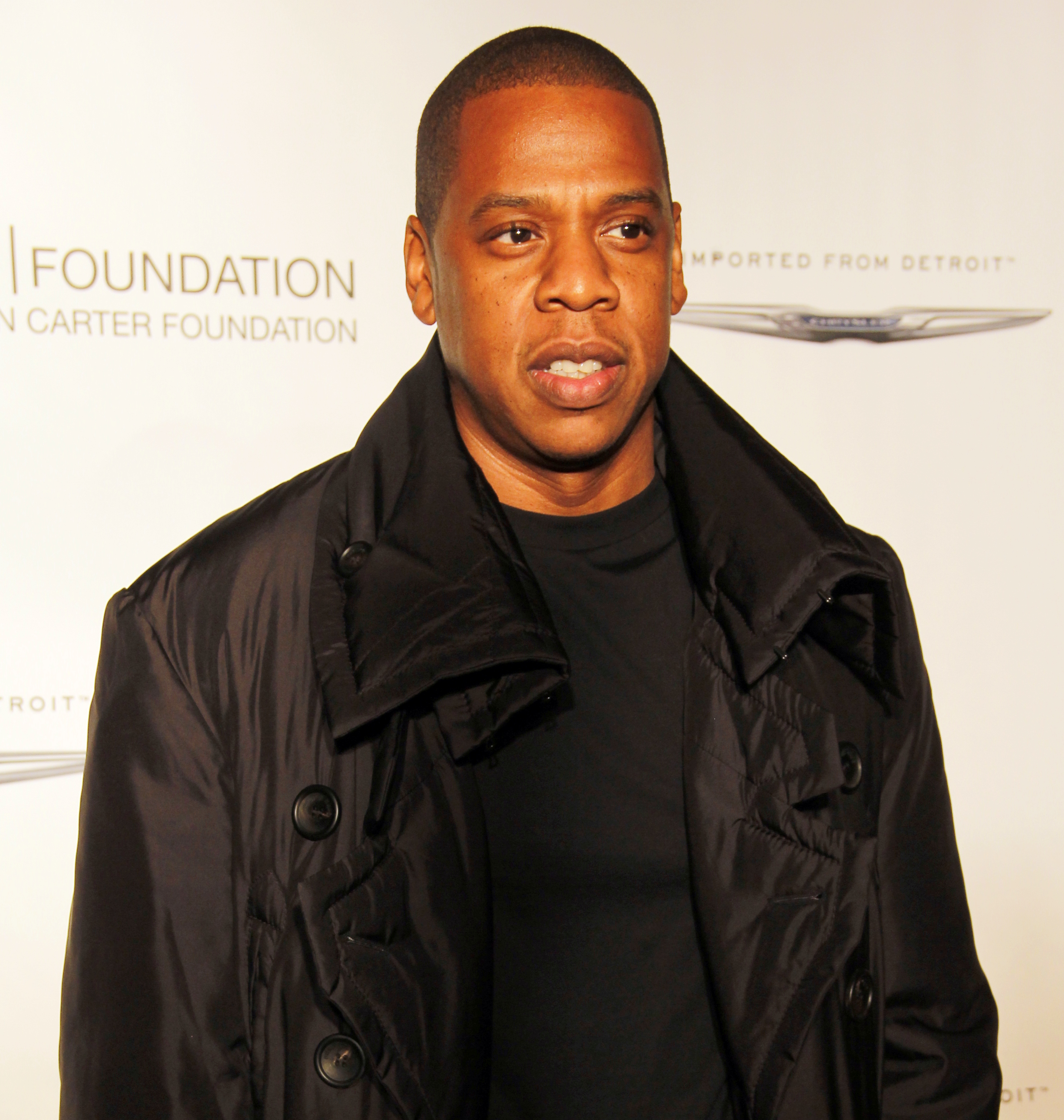
O rapper Jay-Z obteve seu décimo-quarto álbum número um com 4:44.

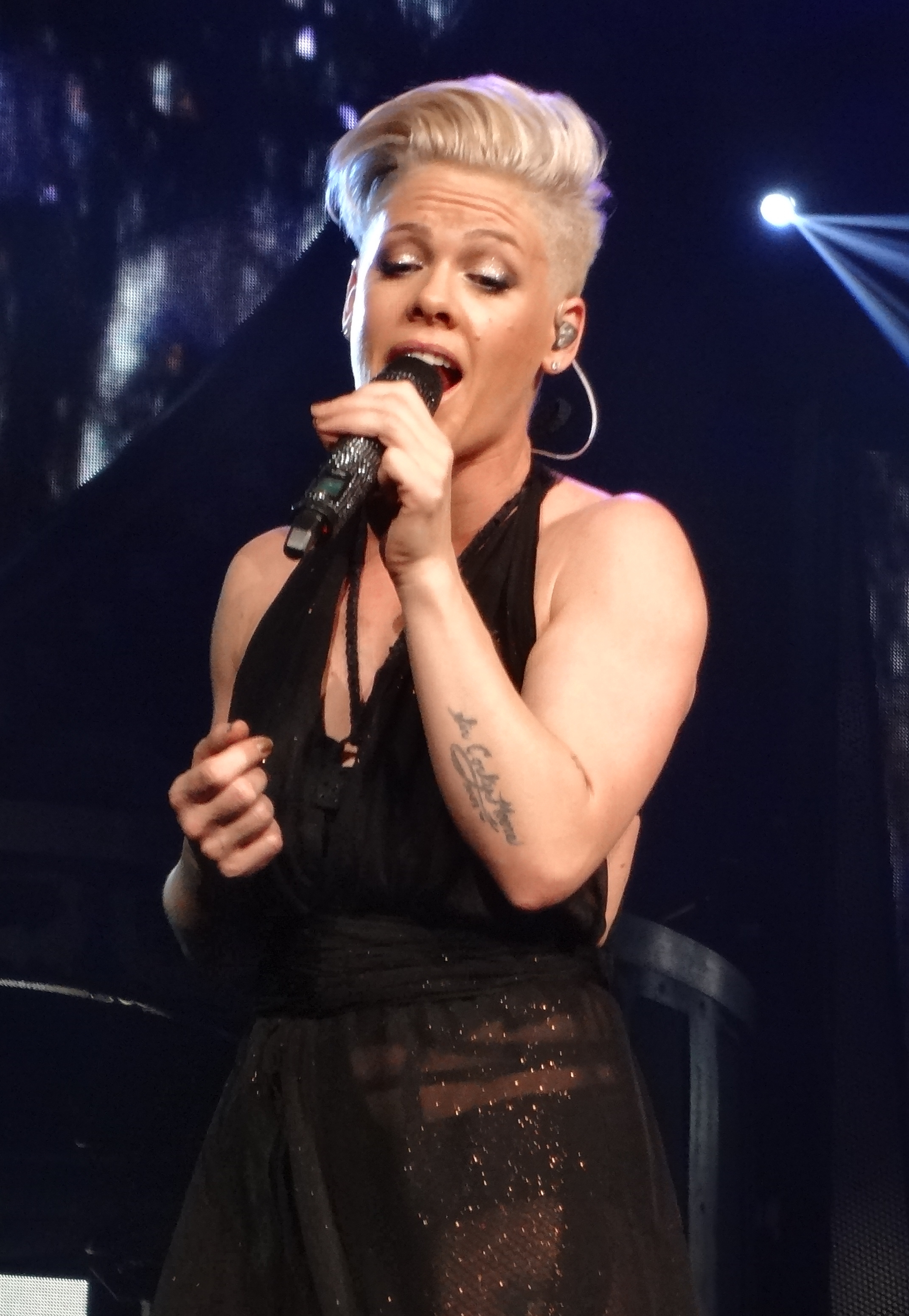
Pink conquistou seu segundo álbum número um no Billboard 200 com seu sétimo álbum, Beautiful Trauma.

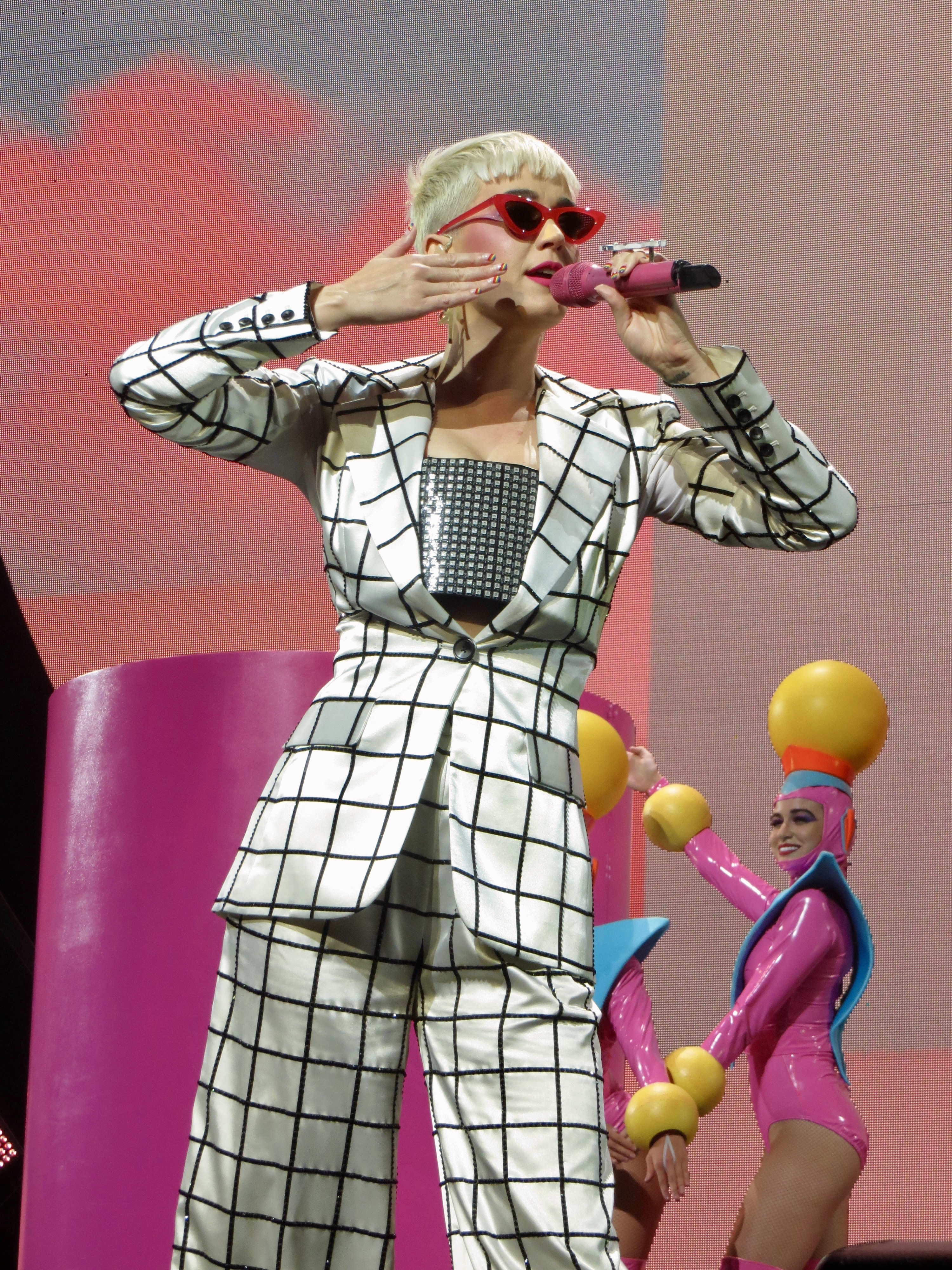
Ao Witness estrear com 180 mil cópias, Katy Perry conquistou seu terceiro álbum número na parada.

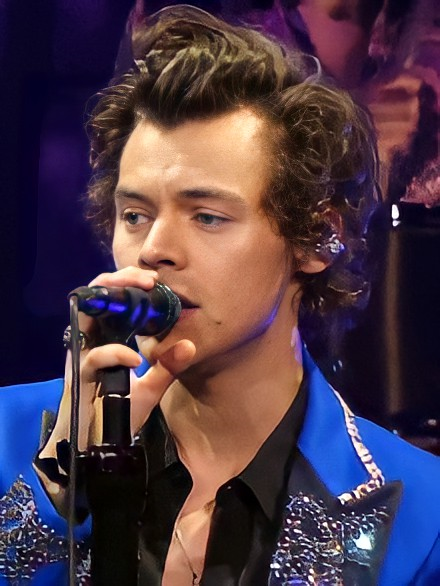
Na estreia de seu primeiro álbum enquanto artista solo, Harry Styles alcançou o topo da parada após vender 230 mil cópias.

| † | Indica o álbum com melhor desempenho em 2017. |

| Data            | Álbum                     | Artista(s)       | Vendas aproximadas | Referências |
| --------------- | ------------------------- | ---------------- | ------------------ | ----------- |
| 7 de janeiro    | A Pentatonix Christmas    | Pentatonix       | 206 mil            | [ 4 ]       |
| 14 de janeiro   | A Pentatonix Christmas    | Pentatonix       | 101 mil            | [ 5 ]       |
| 21 de janeiro   | Starboy                   | The Weeknd       | 69 mil             | [ 6 ]       |
| 28 de janeiro   | Starboy                   | The Weeknd       | 65 mil             | [ 7 ]       |
| 4 de fevereiro  | Starboy                   | The Weeknd       | 61 mil             | [ 8 ]       |
| 11 de fevereiro | Starboy                   | The Weeknd       | 56 mil             | [ 9 ]       |
| 18 de fevereiro | Culture                   | Migos            | 131 mil            | [ 10 ]      |
| 25 de fevereiro | I Decided                 | Big Sean         | 151 mil            | [ 11 ]      |
| 4 de março      | Fifty Shades Darker       | Vários           | 123 mil            | [ 12 ]      |
| 11 de março     | Future                    | Future           | 140 mil            | [ 13 ]      |
| 18 de março     | Hndrxx                    | Future           | 121 mil            | [ 14 ]      |
| 25 de março     | ÷                         | Ed Sheeran       | 451 mil            | [ 15 ]      |
| 1º de abril     | ÷                         | Ed Sheeran       | 180 mil            | [ 16 ]      |
| 8 de abril      | More Life                 | Drake            | 505 mil            | [ 17 ]      |
| 15 de abril     | More Life                 | Drake            | 226 mil            | [ 18 ]      |
| 22 de abril     | More Life                 | Drake            | 136 mil            | [ 19 ]      |
| 29 de abril     | Memories...Do Not Open    | The Chainsmokers | 221 mil            | [ 20 ]      |
| 6 de maio       | Damn.†                    | Kendrick Lamar   | 603 mil            | [ 21 ]      |
| 13 de maio      | Damn.†                    | Kendrick Lamar   | 238 mil            | [ 22 ]      |
| 20 de maio      | Damn.†                    | Kendrick Lamar   | 173 mil            | [ 23 ]      |
| 27 de maio      | Everybody                 | Logic            | 247 mil            | [ 24 ]      |
| 3 de junho      | Harry Styles              | Harry Styles     | 230 mil            | [ 25 ]      |
| 10 de junho     | One More Light            | Linkin Park      | 111 mil            | [ 26 ]      |
| 17 de junho     | True to Self              | Bryson Tiller    | 107 mil            | [ 27 ]      |
| 24 de junho     | Hopeless Fountain Kingdom | Halsey           | 106 mil            | [ 28 ]      |
| 1º de julho     | Witness                   | Katy Perry       | 180 mil            | [ 29 ]      |
| 8 de julho      | Melodrama                 | Lorde            | 109 mil            | [ 30 ]      |
| 15 de julho     | Grateful                  | DJ Khaled        | 149 mil            | [ 31 ]      |
| 22 de julho     | Grateful                  | DJ Khaled        | 70 mil             | [ 32 ]      |
| 29 de julho     | 4:44                      | Jay-Z            | 262 mil            | [ 33 ]      |
| 5 de agosto     | 4:44                      | Jay-Z            | 82 mil             | [ 34 ]      |
| 12 de agosto    | Lust for Life             | Lana Del Rey     | 108 mil            | [ 35 ]      |
| 19 de agosto    | Everything Now            | Arcade Fire      | 100 mil            | [ 36 ]      |
| 26 de agosto    | Damn.†                    | Kendrick Lamar   | 47 mil             | [ 37 ]      |
| 2 de setembro   | Rainbow                   | Kesha            | 117 mil            | [ 38 ]      |
| 9 de setembro   | Science Fiction           | Brand New        | 58 mil             | [ 39 ]      |
| 16 de setembro  | Luv is Rage 2             | Lil Uzi Vert     | 135 mil            | [ 40 ]      |
| 23 de setembro  | American Dream            | LCD Soundsystem  | 85 mil             | [ 41 ]      |
| 30 de setembro  | Life Changes              | Thomas Rhett     | 123 mil            | [ 42 ]      |
| 7 de outubro    | Concrete and Gold         | Foo Fighters     | 127 mil            | [ 43 ]      |
| 14 de outubro   | Wonderful Wonderful       | The Killers      | 118 mil            | [ 44 ]      |
| 21 de outubro   | Now                       | Shania Twain     | 137 mil            | [ 45 ]      |
| 28 de outubro   | Perception                | NF               | 55 mil             | [ 46 ]      |
| 4 de novembro   | Beautiful Trauma          | Pink             | 408 mil            | [ 47 ]      |
| 11 de novembro  | Flicker                   | Niall Horan      | 152 mil            | [ 48 ]      |
| 18 de novembro  | Live in No Shoes Nation   | Kenny Chesney    | 219 mil            | [ 49 ]      |
| 25 de novembro  | The Thrill of It All      | Sam Smith        | 237 mil            | [ 50 ]      |
| 2 de dezembro   | Reputation                | Taylor Swift     | 1 milhão e 238 mil | [ 51 ]      |
| 9 de dezembro   | Reputation                | Taylor Swift     | 256 mil            | [ 52 ]      |
| 16 de dezembro  | Reputation                | Taylor Swift     | 147 mil            | [ 53 ]      |
| 23 de dezembro  | Songs of Experience       | U2               | 186 mil            | [ 54 ]      |
| 30 de dezembro  | What Makes You Country    | Luke Bryan       | 108 mil            | [ 55 ]      |